# Orecta acuminata
Orecta acuminata är en fjärilsart som beskrevs av Clark 1923. Orecta acuminata ingår i släktet Orecta och familjen svärmare. Inga underarter finns listade i Catalogue of Life.